# Anslo Garrick, 1re partie
Pour les articles homonymes, voir Garrick.
Anslo Garrick, 1re partie (Anslo Garrick) est le neuvième épisode de la première saison de la série policière américaine Blacklist et diffusé sur NBC aux États-Unis le 25 novembre 2013.

## Résumé
Anslo Garrick (Ritchie Coster), un terroriste qui a déjà travaillé avec Red mais s'est séparé de lui en de mauvaises conditions, lance une attaque dans le but d'appréhender Red. Pendant le raid, Donald est grièvement blessé d'un coup de fusil à la jambe. Red l'emmène dans une cellule de détention à l'épreuve des balles et les deux restent enfermés à l'intérieur, tandis que Red s'occupe de la blessure de Donald. Elizabeth est coincée dans un ascenseur mais se libère. Elle se fraye un chemin à travers l'établissement, neutralisant les hommes de Garrick en cours de route, jusqu'à ce que l'un d'eux la rende inconsciente. Un code est nécessaire pour libérer Red de la cellule et sans lui, Garrick commence à tuer des gens. Harold est le seul à connaître le code, mais refuse de le donner à Garrick. Red est forcé de regarder Garrick tuer Luli. Il supplie Harold d'ouvrir la cellule en vain. Avec Garrick pointant une arme à feu à la tête de Dembe, Dembe dit à Red qu'il n'a pas peur de mourir et qu'ils se reverront. Les deux se disent au revoir en récitant un verset du Coran. Un coup de feu est entendu quand l'épisode se termine.

## Réception

### Audiences
Anslo Garrick a été diffusé sur NBC le 25 novembre 2013 à 22h. L'épisode a obtenu une note de 3,0/8 sur l'échelle de Nielsen avec 10,96 millions de téléspectateurs, ce qui en fait le deuxième spectacle le plus regardé dans son créneau horaire derrière Castle sur ABC, qui a rassemblé 11,41 millions de téléspectateurs. Anslo Garrick est aussi la huitième émission de télévision la plus regardée de la semaine.
Diffusé à la suite de Frederick Barnes et du Général Ludd le 10 septembre 2014 en première partie de soirée sur TF1, Anslo Garrick est suivi par 3,7 millions de téléspectateurs, soit 28,1 % du public.

### Critiques
Jason Evans du Wall Street Journal a écrit une critique positive de l'épisode, louant l'action «tendue» et les performances «brillamment joués» de l'épisode. Il a continué pour dire: « Même si nous n'avons rien trouvé dans l'histoire globale de la relation de Red et Liz ou de la vérité au sujet de Tom Bond, c'était un épisode fabuleux. un membre de la liste noire chaque semaine, c'était vraiment amusant! ».
Phil Dyess-Nugent de The AV Club a donné à l'épisode un "C +". Il a déclaré: « Ceci est la chose la plus proche d'un épisode d'action pur que The Blacklist a essayé. Joe Carnahan, Dieu merci, dirige à nouveau. Avec lui en charge, une grande partie de l'action est compréhensible, et quelques instants de cela sont frappants ».